# 詹姆斯·哈利迪
詹姆斯·哈利迪（英語：James Halliday，1918年1月19日—2007年6月6日），英国男子举重运动员。他曾代表英国参加1948年和1952年夏季奥林匹克运动会举重比赛，其中1948年奥运会获得一枚铜牌。